# Tuszyn (Łódź)
Tuszyn is een stad in het Poolse woiwodschap Łódź, gelegen in de powiat Łódzki Wschodni. De oppervlakte bedraagt 23,25 km², het inwonertal 7201 (2005).